# William Albert Andrews
William Albert Andrews (1843 — Atlântico Norte, 1901) foi um marinheiro e aventureiro, pioneiro na navegação a longa distância em micro-embarcações. Notabilizou-se ao atravessar o Atlântico Norte primeiro em companhia de um seu irmão e depois foi recordista na travessia do Atlântico Norte em navegação solitária numa embarcação de muito pequeno porte. Desapareceu em 1901 no mar durante uma tentativa de atravessar o Atlântico Norte na companhia de sua esposa.